# Eleições europeias de 2019

Os 28 países da União Europeia

As eleições parlamentares europeias de 2019 foram realizadas entre 23 e 26 de maio de 2019 nos 28 Estados-Membros da União Europeia, sendo o dia das eleições escolhido de acordo com os costumes locais.
Mais de 513 milhões de cidadãos europeus foram chamados às urnas, para eleger 751 deputados do Parlamento Europeu para os próximos 5 anos.

## Grupos parlamentares europeus 2014-2019

#### Composição à data da última sessão em 2019[2]
| Grupo | Grupo                                             | Deputados | Ideologia                   |
| ----- | ------------------------------------------------- | --------- | --------------------------- |
|       | Grupo do Partido Popular Europeu                  | 216 / 751 | Democracia cristã           |
|       | Aliança Progressista dos Socialistas e Democratas | 185 / 751 | Social-democracia           |
|       | Reformistas e Conservadores Europeus              | 77 / 751  | Conservadorismo             |
|       | Aliança dos Liberais e Democratas pela Europa     | 69 / 751  | Liberalismo                 |
|       | Esquerda Unitária Europeia/Esquerda Nórdica Verde | 52 / 751  | Socialismo                  |
|       | Verdes/Aliança Livre Europeia                     | 52 / 751  | Política verde Regionalismo |
|       | Europa da Liberdade e da Democracia Directa       | 42 / 751  | Populismo                   |
|       | Europa das Nações e das Liberdades                | 36 / 751  | Nacionalismo                |
|       | Não-Inscritos                                     | 20 / 751  | Diversa                     |
|       | Lugares Vagos                                     | 2 / 751   | —                           |

## Candidatos por partidos pan-europeus
| Partido Europeu | Partido Europeu                                          | Candidato                      | Partido Nacional                                   |
| --------------- | -------------------------------------------------------- | ------------------------------ | -------------------------------------------------- |
|                 | Partido Popular Europeu                                  | Manfred Weber                  | União Social-Cristã (Alemanha)                     |
|                 | Partido Socialista Europeu                               | Frans Timmermans               | Partido do Trabalho (Países Baixos)                |
|                 | Aliança dos Reformistas e Conservadores Europeus         | Jan Zahradil                   | Partido Democrático Cívico (República Checa)       |
|                 | Partido da Aliança dos Liberais e Democratas pela Europa | Margrethe Vestager             | Partido Social-Liberal (Dinamarca)                 |
|                 | Partido da Esquerda Europeia                             | Violeta Tomič                  | A Esquerda (Eslovénia)                             |
| Nico Cué        | Partido da Esquerda Europeia                             | Sem partido (Bélgica)          |                                                    |
|                 | Partido Verde Europeu                                    | Ska Keller                     | Aliança 90/Os Verdes (Alemanha)                    |
| Bas Eickhout    | Partido Verde Europeu                                    | Esquerda Verde (Países Baixos) |                                                    |
|                 | Aliança Livre Europeia                                   | Oriol Junqueras                | Esquerda Republicana da Catalunha (Espanha)        |
|                 | Aliança Europeia dos Povos e das Nações                  | Matteo Salvini                 | Liga Norte (Itália)                                |
|                 | Movimento Democracia na Europa 2025                      | Yanis Varoufakis               | Frente da Desobediência Realista Europeia (Grécia) |

## Deputados por País
| País               | Deputados |
| ------------------ | --------- |
| Alemanha           | 96 / 96   |
| Áustria            | 19 / 19   |
| Bélgica            | 21 / 21   |
| Bulgária           | 17 / 17   |
| Chipre             | 6 / 6     |
| Croácia            | 12 / 12   |
| Dinamarca          | 14 / 14   |
| Eslováquia         | 14 / 14   |
| Eslovénia          | 8 / 8     |
| Espanha            | 59 / 59   |
| Estónia            | 7 / 7     |
| Finlândia          | 14 / 14   |
| França             | 79 / 79   |
| Grécia             | 21 / 21   |
| Hungria            | 21 / 21   |
| Irlanda            | 13 / 13   |
| Itália             | 76 / 76   |
| Letónia            | 8 / 8     |
| Lituânia           | 11 / 11   |
| Luxemburgo         | 6 / 6     |
| Malta              | 6 / 6     |
| Países Baixos      | 29 / 29   |
| Polónia            | 52 / 52   |
| Portugal           | 21 / 21   |
| Chéquia            | 21 / 21   |
| Roménia            | 33 / 33   |
| Suécia             | 21 / 21   |
| Parlamento Europeu | 705 / 705 |

## Debates
| Debates     | Debates     | Debates         | Debates         | Debates                                              | Debates                                             | Debates                                             | Debates                                             | Debates                                             | Debates                                             | Debates                                             | Debates                                             | Debates                                             |   |   |   |   |   |        |
| Data        | Localização | Organizador(es) | Língua          | Moderador(es)                                        | C Convidado Nome Presente A Ausente N Não Convidado | C Convidado Nome Presente A Ausente N Não Convidado | C Convidado Nome Presente A Ausente N Não Convidado | C Convidado Nome Presente A Ausente N Não Convidado | C Convidado Nome Presente A Ausente N Não Convidado | C Convidado Nome Presente A Ausente N Não Convidado | C Convidado Nome Presente A Ausente N Não Convidado | C Convidado Nome Presente A Ausente N Não Convidado |   |   |   |   |   |        |
| Data        | Localização | Organizador(es) | Língua          | Moderador(es)                                        | PPE                                                 | S&D                                                 | ECR                                                 | RE                                                  | GV/ALE                                              | GUE/NGL                                             | ID                                                  | Refs                                                |   |   |   |   |   |        |
| ----------- | ----------- | --------------- | --------------- | ---------------------------------------------------- | --------------------------------------------------- | --------------------------------------------------- | --------------------------------------------------- | --------------------------------------------------- | --------------------------------------------------- | --------------------------------------------------- | --------------------------------------------------- | --------------------------------------------------- | - | - | - | - | - | ------ |
| Data        | Localização | Organizador(es) | Língua          | Moderador(es)                                        | 17 de abril                                         | Estrasburgo                                         | France 24 RFI                                       | Francês                                             | Caroline de Camaret Dominique Baillard              | Weber                                               | Timmermans                                          | Refs                                                | N | N | N | N | N | [ 14 ] |
| 17 de abril | Estrasburgo | France 24       | Inglês          | Catherine Nicholson                                  | Weber                                               | Timmermans                                          | N                                                   | N                                                   | N                                                   | N                                                   | N                                                   | [ 15 ] [ 16 ]                                       |   |   |   |   |   |        |
| 29 de abril | Maastricht  | Politico Europe | Inglês          | Ryan Heath Rianne Letschert                          | N                                                   | Timmermans                                          | Zahradil                                            | Verhofstadt                                         | Eickhout                                            | Tomić                                               | N                                                   | [ 17 ]                                              |   |   |   |   |   |        |
| 2 de maio   | Florença    | Financial Times | Inglês          | Martin Sandbu                                        | Weber                                               | Timmermans                                          | N                                                   | Verhofstadt                                         | Keller                                              | N                                                   | N                                                   | [ 18 ]                                              |   |   |   |   |   |        |
| 7 de maio   | Colónia     | ARD             | Alemão          | Ellen Ehni Andreas Cichowicz                         | Weber                                               | Timmermans                                          | N                                                   | N                                                   | N                                                   | N                                                   | N                                                   | [ 19 ]                                              |   |   |   |   |   |        |
| 15 de maio  | Bruxelas    | EBU             | Inglês          | Emilie Tran Nguyen Markus Preiss Annastiina Heikkilä | Weber                                               | Timmermans                                          | Zahradil                                            | Vestager                                            | Keller                                              | Cué                                                 | N                                                   | [ 18 ]                                              |   |   |   |   |   |        |
| 16 de maio  | Berlim      | ZDF ORF         | Alemão          | Peter Frey Ingrid Thurnher                           | Weber                                               | Timmermans                                          | N                                                   | N                                                   | N                                                   | N                                                   | N                                                   | [ 20 ]                                              |   |   |   |   |   |        |
| 21 de maio  | Hilversum   | NOS NTR         | Alemão Holandês | Jeroen Wollaars                                      | Weber                                               | Timmermans                                          | N                                                   | N                                                   | N                                                   | N                                                   | N                                                   | [ 21 ]                                              |   |   |   |   |   |        |

## Resultados oficiais
| Partido                 | Partido                                           | Votos       | %               | Deputados | +/-    | Pós-Brexit | +/-     |
| ----------------------- | ------------------------------------------------- | ----------- | --------------- | --------- | ------ | ---------- | ------- |
|                         | Grupo do Partido Popular Europeu                  | 41 211 023  | 24,23 / 100,00  | 182 / 751 | 34     | 187 / 705  | 5       |
|                         | Aliança Progressista dos Socialistas e Democratas | 35 421 084  | 20,51 / 100,00  | 154 / 751 | 31     | 148 / 705  | 6       |
|                         | Renovar Europa                                    | 23 788 652  | 14,38 / 100,00  | 108 / 751 | 39     | 97 / 705   | 11      |
|                         | Verdes/Aliança Livre Europeia                     | 19 886 513  | 9,85 / 100,00   | 74 / 751  | 22     | 67 / 705   | 7       |
|                         | Identidade e Democracia                           | 20 980 853  | 9,72 / 100,00   | 73 / 751  | 37     | 76 / 705   | 3       |
|                         | Reformistas e Conservadores Europeus              | 14 207 477  | 8,26 / 100,00   | 62 / 751  | 15     | 62 / 705   | Estável |
|                         | Esquerda Unitária Europeia/Esquerda Nórdica Verde | 10 219 537  | 5,46 / 100,00   | 41 / 751  | 11     | 40 / 705   | 1       |
|                         | Não-Inscritos                                     | 12 923 417  | 7,59 / 100,00   | 57 / 751  | 37     | 28 / 705   | 29      |
| Total                   | Total                                             | 198 352 638 | 100,00 / 100,00 | 751 / 751 |        | 705 / 705  |         |
| Eleitorado/Participação | Eleitorado/Participação                           | 391 846 381 | 50,62 / 100,00  |           |        |            |         |
| Fonte                   | Fonte                                             |             | [ 22 ]          | [ 22 ]    | [ 22 ] | [ 22 ]     | [ 22 ]  |

| ↓       |     |       |      |     |     |    |    |
| GUE/NGL | S&D | V/EFA | ALDE | EPP | ECR | ID | NI |
| 41      | 154 | 74    | 108  | 182 | 62  | 73 | 54 |

### Partido vencedor por país
Os partidos vencedores foram os seguintes:
| País          | Partido nacional | Partido nacional                      | Partido europeu | Partido europeu                                  | %            | Deputados |
| ------------- | ---------------- | ------------------------------------- | --------------- | ------------------------------------------------ | ------------ | --------- |
| Alemanha      |                  | União Democrata-Cristã                |                 | Partido Popular Europeu                          | 22,3 / 100,0 | 23 / 96   |
| Áustria       |                  | Partido Popular Austríaco             |                 | Partido Popular Europeu                          | 34,5 / 100,0 | 7 / 18    |
| Bélgica       |                  | Nova Aliança Flamenga                 |                 | Aliança Livre Europeia                           | 14,2 / 100,0 | 3 / 21    |
| Bulgária      |                  | GERB                                  |                 | Partido Popular Europeu                          | 30,9 / 100,0 | 6 / 17    |
| Chipre        |                  | Aliança Democrática                   |                 | Partido Popular Europeu                          | 29,0 / 100,0 | 2 / 6     |
| Croácia       |                  | União Democrática Croata              |                 | Partido Popular Europeu                          | 22,7 / 100,0 | 4 / 11    |
| Dinamarca     |                  | Venstre                               |                 | Aliança dos Liberais e Democratas pela Europa    | 23,5 / 100,0 | 3 / 13    |
| Eslováquia    |                  | Eslováquia Progressista               |                 | Aliança dos Liberais e Democratas pela Europa    | 20,1 / 100,0 | 4 / 13    |
| Eslovénia     |                  | Partido Democrático                   |                 | Partido Popular Europeu                          | 26,4 / 100,0 | 3 / 8     |
| Espanha       |                  | Partido Socialista Operário Espanhol  |                 | Partido Socialista Europeu                       | 32,8 / 100,0 | 20 / 54   |
| Estónia       |                  | Partido Reformista                    |                 | Aliança dos Liberais e Democratas pela Europa    | 26,2 / 100,0 | 2 / 6     |
| Finlândia     |                  | Partido da Coligação Nacional         |                 | Partido Popular Europeu                          | 20,8 / 100,0 | 3 / 13    |
| França        |                  | Reagrupamento Nacional                |                 | Aliança Europeia dos Povos e das Nações          | 23,3 / 100,0 | 22 / 74   |
| Grécia        |                  | Nova Democracia                       |                 | Partido Popular Europeu                          | 33,3 / 100,0 | 7 / 21    |
| Hungria       |                  | Fidesz - União Cívica Húngara         |                 | Partido Popular Europeu                          | 52,1 / 100,0 | 13 / 21   |
| Irlanda       |                  | Fine Gael                             |                 | Partido Popular Europeu                          | 29,0 / 100,0 | 4 / 11    |
| Itália        |                  | Liga Norte                            |                 | Aliança Europeia dos Povos e das Nações          | 34,3 / 100,0 | 29 / 73   |
| Letónia       |                  | Nova Unidade                          |                 | Partido Popular Europeu                          | 26,2 / 100,0 | 2 / 8     |
| Lituânia      |                  | União da Pátria - Democratas-Cristãos |                 | Partido Popular Europeu                          | 19,7 / 100,0 | 3 / 11    |
| Luxemburgo    |                  | Partido Democrata                     |                 | Aliança dos Liberais e Democratas pela Europa    | 21,4 / 100,0 | 2 / 6     |
| Malta         |                  | Partido Trabalhista                   |                 | Partido Socialista Europeu                       | 54,3 / 100,0 | 4 / 6     |
| Países Baixos |                  | Partido do Trabalho                   |                 | Partido Socialista Europeu                       | 18,9 / 100,0 | 6 / 26    |
| Polónia       |                  | Lei e Justiça                         |                 | Aliança dos Reformistas e Conservadores Europeus | 45,4 / 100,0 | 26 / 51   |
| Portugal      |                  | Partido Socialista                    |                 | Partido Socialista Europeu                       | 33,4 / 100,0 | 9 / 21    |
| Reino Unido   |                  | Partido Brexit                        |                 | Sem afliação                                     | 31,7 / 100,0 | 29 / 73   |
| Chéquia       |                  | Aliança dos Cidadãos Descontentes     |                 | Aliança dos Liberais e Democratas pela Europa    | 21,2 / 100,0 | 6 / 21    |
| Roménia       |                  | Partido Nacional Liberal              |                 | Partido Popular Europeu                          | 26,8 / 100,0 | 10 / 32   |
| Suécia        |                  | Partido Social Democrata              |                 | Partido Socialista Europeu                       | 23,6 / 100,0 | 5 / 20    |